# La fuga (serie de televisión)
La fuga es una serie de televisión española de ficción futurista, producida por BocaBoca y emitida en Telecinco desde el 11 de enero de 2012 hasta el 4 de abril de 2012. Está ambientada a mediados del siglo XXI y es la segunda gran apuesta de Telecinco (solo por detrás de Piratas), que combina el suspense romántico con la ficción y que cuenta con una historia de amor surgida dentro de la cárcel. Así, la cadena fichó a los principales protagonistas de la nueva serie: Aitor Luna y María Valverde. A pesar de este salto, es una serie de corte realista y no de ciencia ficción.

## Argumento
En un futuro no muy lejano, las reservas de petróleo están casi agotadas y su extracción no es rentable lo que hace que se provoque una crisis económica mundial con una creciente inestabilidad entre la población. El Gobierno toma las medidas oportunas ante lo sucedido, pero esto provoca que surjan nuevos movimientos de resistencia que la organización francesa intenta limitar.
Daniel (Aitor Luna), uno de los líderes que milita en un movimiento revolucionario de la resistencia, fue perseguido y encarcelado durante cinco años en La Torre, una prisión situada en alta mar, por enfrentarse al Gobierno en el momento inicial. Anna (María Valverde), su mujer, dispuesta a todo para sacarlo de allí intentará ayudarle a escapar haciéndose pasar por una funcionaria, obteniendo una plaza en el Cuerpo de Funcionarios de Prisiones y consigue un destino en La Torre, pero en su plan encontrará todo tipo de imprevistos y sufrirán accidentes que pondrán en grave riesgo sus vidas.

## Episodios
| #  | Título                   | Director(es)                           | Fecha de emisión      | Espectadores y cuota |
| -- | ------------------------ | -------------------------------------- | --------------------- | -------------------- |
| 1  | «Anna y Daniel»          | Antonio Hernández y Vicente Peñarrocha | 11 de enero de 2012   | 3 162 000 - 16,9%    |
| 2  | «Entre nosotras»         | Antonio Hernández y Vicente Peñarrocha | 18 de enero de 2012   | 2 448 000 - 14,5%    |
| 3  | «Dos de junio»           | Koldo Serra                            | 25 de enero de 2012   | 2 267 000 - 13,0%    |
| 4  | «Nada podrá separarnos»  | Koldo Serra                            | 1 de febrero de 2012  | 2 131 000 - 11,5%    |
| 5  | «Al otro lado»           | Pau Freixas                            | 14 de febrero de 2012 | 2 002 000 - 10,6%    |
| 6  | «Juntos hasta la muerte» | Pau Freixas                            | 21 de febrero de 2012 | 1 815 000 - 10,3%    |
| 7  | «El punto débil»         | Koldo Serra y Vicente Peñarrocha       | 28 de febrero de 2012 | 1 554 000 - 11,3%    |
| 8  | «Betsy»                  | Koldo Serra y Vicente Peñarrocha       | 7 de marzo de 2012    | 1 465 000 - 10,8%    |
| 9  | «Miedo a la oscuridad»   | Pau Freixas                            | 14 de marzo de 2012   | 1 674 000 - 9,4%     |
| 10 | «Sacrificio»             | Koldo Serra                            | 21 de marzo de 2012   | 1 550 000 - 8,5%     |
| 11 | «Sin ti»                 | Vicente Peñarrocha                     | 28 de marzo de 2012   | 1 669 000 - 8,6%     |
| 12 | «En otro lugar»          | Koldo Serra                            | 4 de abril de 2012    | 1 643 000 - 10,4%    |

Telecinco emitió el miércoles 4 de abril de 2012 el último capítulo de la serie carcelaria, un episodio que cerró su primera y única temporada con una audiencia de 10,4% y 1,6 millones de seguidores. A pesar de su debut en el estreno del primer capítulo el 11 de enero con una cuota del 16,9% y cerca de los 3,2 millones de espectadores, la audiencia no acompañó a la ficción y por lo tanto, la temporada que cuenta con 12 episodios, tiene un promedio acumulado de 11,3% de cuota de pantalla y 1.948.000 de espectadores.

## Reparto
- Anna Serra está interpretada por María Valverde.
- Daniel Ochoa está interpretado por Aitor Luna.
- Miguel Reverte está interpretado por Asier Etxeandía.
- Doctora Marta Romero está interpretada por Marian Álvarez.
- Álvaro Vidal está interpretado por Patxi Freytez.
- Dulce María Haskins está interpretada por Laura Sánchez.
- Enrique Graus está interpretado por Luis Iglesia.
- Julia Molina "Jota" está interpretada por María Vázquez.
- Greta Secher está interpretada por Laura Domínguez.
- Leo Alández está interpretado por Emilio Buale.
- Ander Echegui está interpretado por Jimmy Castro.
- Marla Suárez está interpretada por Jennifer Rope.
- Roma está interpretada por Nieves Soria.
- Paly Kovalsky está interpretado por Jero García.
- Robe Gabia está interpretado por Benito Sagredo.
- Rasta está interpretado por Jordi Vilches.
- Taku está interpretado por Alberto Jo Lee.
- Jorge Albo "Tysson" está interpretado por Manolo Martínez.
- Jesús Guerrero está interpretado por Paco Manzanedo.
- Inés Muñoz está interpretada por Marta Gutiérrez-Abad.
- Santos Salgado está interpretado por Ramiro Blas.
- Sabrina está interpretada por Katherine Montes.
- George Randall "Nº1" está interpretado por Jack Taylor.
- Vanesa Ríos está interpretada por Maru Valdivieso.
- Luz está interpretada por Candela Márquez.
- Carioco está interpretado por Amaruk Kaizapanta.
- Ray está interpretado por Kaabil

## Producción
Telecinco decidió seguir adelante con la serie a principios de marzo de 2011, después de haberla paralizado en septiembre del año anterior para ahora volver a ser rescatado con Aitor Luna como protagonista. Tal y como se confirmó en la web digital de El País el 29 de marzo de 2011, Aitor Luna junto con María Valverde serán los protagonistas de la serie futurista de Telecinco y dará vida a Daniel, uno de los líderes de la resistencia que se enfrentará al Gobierno del año 2055. El actor, que ya ha formado parte en varios proyectos del mundo televisivo, se suma a 2055 gracias a su papel de Montoya en Los hombres de Paco (Antena 3) y a Raúl Cortázar en Gran reserva (Televisión Española).
Desde entonces, la ficción de Telecinco sufrió un cambio de última hora y se sumó a la larga lista de modificaciones que llevaron al equipo a paralizar el proyecto desde el principio. La idea futurista que se planteaba sobre la serie fue perdiendo fuerza mientras iban avanzando las grabaciones. Así, el equipo de la serie optó por renombrar la marca «2055» y sustituirla por La Fuga. El rodaje de la primera temporada de La Fuga comenzó a mediados de julio de 2011 y finalizó las grabaciones a finales de enero de 2012. La primera temporada consta de doce capítulos en Alta Definición, de una duración aproximada de 80 minutos por capítulo.
El 28 de noviembre de 2011, el Grupo Mediaset España presentó mediante rueda de prensa la nueva ficción de drama carcelario y basado en el futuro con los protagonistas de la serie, entre ellos, acudieron María Valverde y Aitor Luna. Meses después, concretamente el 9 de enero de 2011, Telecinco colgó en su página web un avance (enlace roto disponible en Internet Archive; véase el historial, la primera versión y la última). con los cuatro primeros minutos de la serie carcelaria que estrenaría el miércoles 11 de enero, y que protagoniza la pareja formada por Aitor Luna y María Valverde, entre otros. En el avance, se pudo ver Daniel y Anna viviendo uno de sus últimos momentos juntos viéndose obligados a separarse por una detención y siendo transportados a una estación petrolífera.
Esta protagonizada por Aitor Luna y María Valverde, fue estrenada con gran éxito en la noche del miércoles del 11 de enero de 2012, a las 22:30 horas. El serial carcelario de Telecinco obtuvo en su estreno una cuota del 16,9% con más de 3,1 millones de espectadores. Contó además con el respaldo de la audiencia en las redes sociales ya que, no habían pasado ni diez minutos del comienzo de la serie y consiguió el primer puesto de los Trending Topic en Twitter, siendo además uno de los temas más comentados en todo el mundo. Semanas después de su estreno en Telecinco, el canal temático de ficción del grupo, Factoría de Ficción, reemitió el 24 de enero de 2012, los dos primeros episodios de la serie, para no olvidar las tramas y perderse la nueva entrega el miércoles en Telecinco.
Tras la emisión de los primeros cuatro episodios en la noche de los miércoles y los discretos datos de audiencia, Telecinco hizo una estrategia en su programación y decidió paralizar el quinto capítulo para emitir ¡Tú sí que vales!. Tras una semana sin emisión, La Fuga volvió a su programación regular pero con un cambio de horario. Desde el 14 de febrero de 2012, la serie de corte ‘futurista’ de BocaBoca fue emitida en la noche de los martes. Dos semanas después de anunciarse que La Fuga pasaría a emitirse en la noche de los martes, el 28 de febrero varios portales de internet anunciaron que la serie regresaría de nuevo al prime time de los miércoles y se pasaría el talent show Tú sí que vales a la noche de los martes, en este caso, con una nueva edición.
La serie ‘La Fuga’ fue incluida en la denominada Wit List, una relación de los formatos de televisión más interesantes que se publica para los integrantes de la comunidad asistente al MIPTV, el mercado de televisión que abre sus puertas en Cannes (Francia) y que arrancará el 1 de abril de 2012. La 'Wit List' que valora entre otras cosas la innovación y la originalidad de los formatos, hace referencia a que la serie carcelaria de Telecinco se sitúe entre los trending topics más comentados de España en la noche de su estreno. A pesar de todo, la cadena no renovará por una segunda temporada ya que la audiencia acumulada no ha sido la esperada, algo que no le ha importado al MIPTV y que Mediaset España intentará poder exportar la serie de BocaBoca internacionalmente.
La serie se grabó en un plató de 3.000 metros cuadrados en los que se han construido los escenarios de la prisión: celdas de castigo, patio, comedor, duchas, galerías, salas comunes y tuberías por las que intentarán escapar los prisioneros. La Fuga promete ser una serie de acción y suspense, con grandes dosis de dramatismo. Algunos de los decorados de este proyecto, están impregnados por un ambiente claustrofóbico en muchas de las tramas.
Al frente del equipo técnico, se han escogido a reconocidos profesionales con una larga carrera tras las cámaras como: Antonio Hernández, director; Nacho Faerna, guionista y creador ejecutivo; Benjamín Fernández, director de Arte; Joaquín Górriz, productor ejecutivo; Bina Daileger, encargada de vestuario y Javier Salmones al frente de la dirección de fotografía.

## Curiosidades
- La banda sonora de La fuga, ha sido compuesta por Jeansy Aúz y cuenta con la colaboración de la cantante y compositora madrileña Mai Meneses, también conocida como Nena Daconte, siendo la encargada de ponerle voz a la sintonía de la serie de Telecinco. Interpreta “Pero si tú no estás”, el tema central de la banda sonora que protagonizan María Valverde y Aitor Luna.[30]

- No habían pasado ni diez minutos del comienzo del primer capítulo de la serie, y el hashtag #lafuga, se convirtió en el primer Trending Topic en España.[16] Con un estreno tan brillante en la red, no era extraño comprobar a los poco minutos que la serie se colaba también entre los temas más comentados en todo el mundo. Además, los usuarios de Twitter se rendían también a los dos protagonistas de la serie, Aitor Luna y María Valverde.[17][31]

- El serial de corte futurista producida por la compañía BocaBoca ha sido recientemente incluida en la Wit List, una relación de los formatos más interesantes que se publica para los integrantes de la comunidad asistente al MIPTV, uno de los mercados internacionales más importantes del sector televisivo. Además, la serie protagonizada por María Valverde y Aitor Luna ha acumulado desde su estreno casi tres millones de capítulos descargados en su página oficial y en mitele.es, la plataforma de contenidos audiovisuales de Mediaset España, lo que la convierte en uno de los contenidos en línea más demandados de ambas webs.